# متحف بلا حدود
متحف بلا حدود (يُعرف اختصارًا بـMWNF) هي منظمة دولية غير ربحية تأسست بمبادرة من إيفا شوبيرت في عام 1995 في سياق عملية برشلونة للشراكة الأورومتوسطية التي أعيد إطلاقها باسم الاتحاد من أجل المتوسط. يوفر المتحف منصة تمكن جميع الشركاء من التفاعل بشكل منتج والمساهمة في عرض عابر للحدود الوطنية للتاريخ والفن والثقافة على أساس الأصوات المتساوية والرؤية المتساوية لجميع المعنيين. ولتحقيق هذه الغاية، يطور متحف الغرب الأمريكي تنسيقات عرض لا تتطلب نقل الأعمال الفنية، ولكن بدلًا من ذلك، تُعرَض القطع الأثرية الموجودة في المتاحف والمعالم والمواقع الأثرية في موقعها (مسارات العرض) أو في بيئة افتراضية (متحف الغرب الأمريكي الافتراضي).

## تاريخ
أُطلِق متحف بلا حدود الافتراضي، وهو أكبر متحف على الإنترنت حتى الآن، في عام 2005. وهو يتيح للشركاء من بلدان مختلفة تقديم موضوع مشترك مع الأخذ بعين الاعتبار وجهات نظر جميع المعنيين وإنشاء مجموعات افتراضية لا يمكن أن توجد لولا ذلك. وقد اكتمل إنجاز القسم الموضوعي الأول، في هذا الرابط، بالتعاون مع شركاء من 14 دولة. ويُقدم معرض (اكتشف الفن الإسلامي) في المتحف تراث الإسلام ليس فقط في بلدان جنوب البحر الأبيض المتوسط ولكن أيضًا في أوروبا. وتضم قاعدة بياناتها 850 قطعة أثرية و385 معلمًا أثريًا وموقعًا أثريًا يتعلق بما يقرب من 1300 عام من التاريخ، من الخلافة الأموية (41-132 هـ / 661-750 م) حتى نهاية الإمبراطورية العثمانية (1340 هـ / 1922 م). وهناك ثمانية عشر معرضًا افتراضيًا تقدم تاريخ وفن وتراث ثقافي للسلالات الإسلامية العظيمة في البحر الأبيض المتوسط. تتوفر الأوصاف باللغات العربية والإنجليزية والفرنسية والإسبانية؛ أما بالنسبة للمعارض الافتراضية فهي متوفرة أيضًا باللغات الألمانية والإيطالية والبرتغالية والتركية والسويدية.
تم افتتاح القسم المواضيعي الثاني للمتحف الافتراضي، في هذا الرابط، في عام 2010. والقسم الأحدث، في هذا الرابط، متاح على الإنترنت منذ نيسان 2015.
مسار المعرض هو اسم تنسيق معرض آخر أنشأه متحف الغرب الأمريكي بوصفه طريقة رائدة للترويج للسياحة الثقافية. تُعرض العناصر المختارة - القطع الأثرية الموجودة في المتاحف والمعالم والمواقع الأثرية - في موقعها الأصلي، حيث يكتشفها الزائر في بيئتها الطبيعية. يتوفر لكل مسار معرض كتاب مصاحب، صممه وكتبه خبراء محليين من كل بلد، ليتم استخدامه دليلًا موضوعيًّا أثناء الزيارة. حتى الآن، أُطلِق 18 مسارًا للمعارض في 11 دولة، تقدم مجموعة 164 مسارًا موضوعيًا وتحول 2070 متحفًا محليًا ومعالم أثرية وموقعًا أثريًا - غير معروف إلى حد كبير لغير الخبراء - إلى عناصر رئيسة للتنمية المحلية.
يقع المكتب المسجل للمتحف في فيينا، ولكن يوجد لدى المتحف فريق صغير متعدد اللغات ومرن للغاية يعمل في جميع أنحاء العالم. يحظى المتحف بدعم من أعضاء مجلس إدارته ولجنته الشرفية ومن شبكة ملتزمة من الشركاء والأصدقاء والداعمين.

## روابط خارجية
- الموقع الرسمي